# Каменный (Челябинская область)
Каменный — посёлок в Кизильском районе Челябинской области России. Входит в состав Полоцкого сельского поселения.

## География
Посёлок находится на юге Челябинской области, в пределах юго-восточных предгорий Южного Урала, в степной зоне, на левом берегу реки Кайрахты, на расстоянии 62 километров по прямой к северо-востоку от села Кизильского, административного центра района. Абсолютная высота 367 метров над уровнем моря.
Климат
Климат резко континентальный с сухим жарким летом и суровой зимой. Среднегодовое количество осадков: 266 мм. Средняя температура самого холодного месяца (января) составляет −17,9 °С, самого тёплого месяца (июля) — +19,9 °С.

## История
Посёлок основан в 1928–1929 гг. переселенцами из Белоруссии. В 1931 г. образован колхоз «Каменный», объединённый в 1951 г. с колхозом «Красный казак», в 1961 г. он был реорганизован в 3 отделение совхоза «Полоцкий».

## Население
| 2002 | 2010 |
| ---- | ---- |
| 218  | ↘185 |

Гендерный состав
По данным Всероссийской переписи населения 2010 года в гендерной структуре населения мужчины составляли 51,4 %, женщины — 48,6 %.
Национальный состав
Согласно результатам переписи 2002 года, в национальной структуре населения белорусы составляли 50 %, русские — 27 %.

## Улицы
Уличная сеть посёлка состоит из двух улиц:
- Центральная,
- Черёмушки.